# Phoracantha immaculata
Phoracantha immaculata là một loài bọ cánh cứng trong họ Cerambycidae.